# Техімпекс
ТОВ «Науково-виробнича компанія „Техімпекс“» (англ. Scientific-production company "Techimpex" Ltd.) — українська науково-виробнича компанія оборонного сектору.
Спочатку займалася реалізацією військового майна, згодом перекваліфікувалася на ремонт і модернізацію озброєння та військової техніки, а також виробництво і ремонт артилерійської та стрілецької зброї.
Компанія є учасником Державного оборонного замовлення в інтересах Міністерства оборони, Міністерства внутрішніх справ, Національної гвардії та Державної прикордонної служби України.

## Історія
Компанія заснована в 2003 році. Починала з реалізації військового майна.
Для виконання повного комплексу робіт по основному напрямку діяльності, компанія отримала[коли?] ліцензію Міністерства промислової політики України. Дія ліцензії поширюється на реалізацію військової техніки і військового озброєння, ремонт, модернізацію та утилізацію бронетанкової, автомобільної, інженерної техніки також гусеничних і колісних базових шасі, ремонт артилерійського і стрілецького озброєння.
За даними «Дзеркала тижня», державний «Укрспецекспорт» у 2011—2013 роках, виконуючи доручення «Техімпексу», реалізував 25 зовнішньоекономічних контрактів вартістю понад $50 млн. «Укрспецекспорт» на цих угодах отримав 8-10 % комісійних.
У жовтні 2013 року СБУ провело обшук на базі «Техімпексу», у ході якого було вилучено склад військової техніки, у тому числі танки та БТР.
До 2014 року займалася ремонтом Т-72, Т-55, БМП-1, БМП-2, БТР-60, БТР-70, БТР-80, БРДМ-2, ПЗМ-2М, МТ-ЛБ.

### Війна на сході України
У 2014 році компанія отримала ліцензію Міністерства внутрішніх справ України на торгівлю вогнепальною зброєю невійськового призначення.
З березня 2014 року до 2015 року, за даними Автоцентр.ua, компанія відновила понад 400 одиниць колісних і гусеничних бронемашин, а також автомобілів.
У 2015 році на виставці «Зброя та безпека 2015» компанія представила бронетранспортер «Варан».

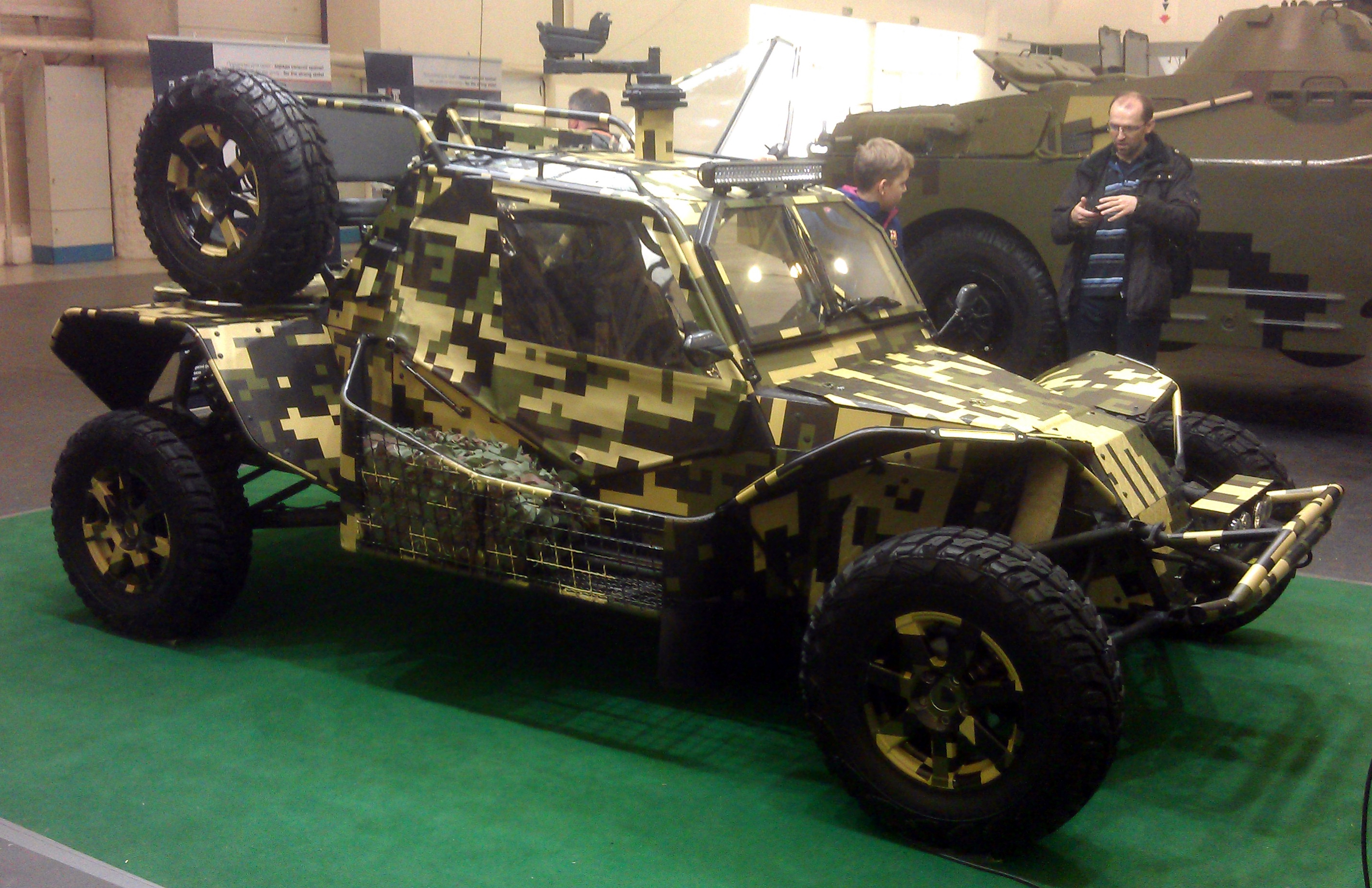
ЛТА, Зброя та безпека 2017

На виставці «Зброя та Безпека 2017» компанія представила власні варіанти модернізації БТР-80 та БРДМ-2. Особливістю модернізації є відмова від двигунів російського виробництва та адаптація техніки під агрегати західного зразку. Компанія також представила Легкий Тактичний Автомобіль (ЛТА).
2017 року компанія стала членом Ліги оборонних підприємств України.
За 2014—2018 роки, за даними depo.ua, компанія відремонтувала понад 200 одиниць бронетанкової та автомобільної техніки та агрегатів до неї.
6 серпня 2020 року повідомлялося про спроби насильницького захоплення виробничої бази «НВК „Техімпекс“» в селі Засупоївка Київської області. Прес-реліз компанії стверджував, що Євгеній Ващілін вже не мав відношення до компанії, перешкоджав її роботі. Припускалося, що ці дії чинив під тиском на нього з боку спецслужб РФ.

## Розробки, виробництво і продукція
У компанії запроваджена міжнародна система якості, що відповідає стандарту ISO 9001-2015.
Виробництво: БМ-23-2, Спис, КМ-7,62, ДШКМ.
Модернізації: БМП-1ТС, БТР-80Т.

## Суди, критика та інциденти
У 2012 році «Техімпекс» був залучений до угоди, яка стала предметом розгляду суду. 28 листопада 2012 року держпідприємство «Укроборонсервіс» продало ТОВ «НВК „Техімпекс“» 14 авіадвигунів НК-25 за 8,44 млн грн, після чого 10 грудня купило ці двигуни назад, але вже за 10,81 млн грн. Держфінінспекція вимагала стягнення з ТОВ «НВК „Техімпекс“» різниці у 2,36 млн грн. Суд 23 вересня 2015 підтвердив це рішення.
У жовтні 2013 року СБУ провела обшук на базі «Техімпексу», у ході якого було вилучено склад військової техніки, у тому числі танки та БТР. Було порушене кримінальне провадження стосовно незаконних операцій зі зброєю, спецтехнікою та іншим військовим майном. Згодом, за даними телепрограми «Наші гроші», співробітники СБУ, що вели цю справу, були відсторонені від виконання обов'язків.
За даними організації «Проєкт з викривання організованої злочинності та корупції» (OCCRP), у період з 2014 до 2016 року «Техімпекс» співпрацювала з українськими державними експортерами зброї, включаючи «Укрінмаш», а також з Державною службою експортного контролю України. У 2015―2016 роках «Техімпекс» уклав щонайменше 26 контрактів на озброєння загальною вартістю 29,5 мільйонів доларів. OCCRP стверджує, що значна частина цієї суми була зароблена за схемою «відмивання» зброї: компанія «Техімпекс» слугувало проміжною ланкою для незаконного постачання зброї та деталей до неї зі Східної Європи до країн Африки, Близького Сходу та Азії. Зокрема, йшлося про обхід ембарго ЄС на продаж зброї Судану та Південному Судану.

## Керівництво
- (станом на 2014―2015) співвласники Ігор Терехов, Юрій Кравченко і Євгеній Ващилін[13][14]

- (?) Калина Володимир Едуардович[джерело?]